# Orimarga basalis
Orimarga basalis är en tvåvingeart som beskrevs av Alexander 1936. Orimarga basalis ingår i släktet Orimarga och familjen småharkrankar. Inga underarter finns listade i Catalogue of Life.